# 莫里斯·希勒曼
莫里斯·希勒曼（英語：Maurice Hilleman，1919年8月30日—2005年4月11日），美国微生物学家、疫苗学家。希勒曼被广泛誉为历史上最具影响力的疫苗学家之一，他一生发明了超过40种疫苗，分别针对麻疹、流行性腮腺炎、甲型肝炎、乙型肝炎、水痘、脑膜炎、肺炎和流感嗜血杆菌等疾病或病原体。在“亚洲流感”大流行期间，他发明的疫苗曾拯救了数十万人的生命。据估计，希勒曼发明的疫苗每年拯救约800万人的生命。2007年，美国国家过敏和传染病研究所所长安东尼·福奇在对希勒曼的悼文中提道，在美国当前推荐接种的14类疫苗中，有8类是由希勒曼研发的，并认为希勒曼“也许是20世纪最具影响力的公共卫生人物。”

## 早年生活
1919年8月30日，希勒曼出生于美国蒙大拿州的迈尔斯城，是家中的第八个孩子。他的母亲在生产他时，不幸离世。
1941年，希勒曼本科毕业于蒙大拿州立大学，1944年获得美国芝加哥大学微生物学博士学位。

## 职业生涯
从芝加哥大学毕业后，希勒曼于1944年加入了E.R. Squibb & Sons 制药公司（现百时美施贵宝），此后研发出了对抗流行性乙型脑炎的疫苗。1948-1957年间，在位于华盛顿的美国陆军医学院（Army Medical School）工作期间，他发现了流感病毒变异时的相关基因变化（抗原移型、抗原漂移），由此认为人们需要每年接种流感疫苗。 
1957年，希勒曼加入美国默克药厂，担任病毒及细胞生物学研究部的主任，并在接下来的30年间在此研发出了数十种疫苗。与此同时，希勒曼与同事共同发现了可致癌的SV40病毒，还参与发现了腺病毒等。

### 亚洲流感疫苗
1957年，“亚洲流感”大流行早期，希勒曼及其团队率先意识到疫情的严重性，向美国政府和世界卫生组织发出预警，并迅速研发出了疫苗。 此后，美国生产了4000万剂流感疫苗，疫情逐渐得到控制，而希勒曼的疫苗被认为成功拯救了数十万人的生命。1968年，“香港流感”大流行期间，希勒曼的团队在疫苗研发中也起到了关键作用，在4个月内生产出了900万剂疫苗。

### 腮腺炎及麻腮风三联疫苗
1963年，希勒曼的女儿（Jeryl Lynn）患上了流行性腮腺炎，希勒曼从女儿身上取样以研发流行性腮腺炎疫苗，该疫苗至今还在使用。在此基础上，1969年希勒曼又研发出了麻腮风三联疫苗（MMR）。据估计，MMR疫苗每年拯救约200万儿童的生命。

### 乙肝疫苗
1981年，希勒曼和他的团队发明了初代乙肝疫苗，1986年升级了该疫苗。截止2003年，全球超过150个国家和地区使用了该疫苗。希勒曼认为乙肝疫苗是他公司（默克药厂）所取得的最大的成就。由于乙肝可以引发肝癌，希勒曼的疫苗也被认为是第一种抗癌疫苗。在台湾，该疫苗的使用使得肝癌的患病率降低了99%。

## 荣誉奖项
希勒曼是美国国家科学院院士、美国国家医学院院士、美国文理科学院院士、美国哲学会会员。
- 1983年，获得美国拉斯克基金会颁发的玛丽·伍德·拉斯克公共服务奖（英语：Lasker-Bloomberg Public Service Award）[29]。
- 1988年，获得美国国家科学奖章[30]。
- 1996年，获得世界卫生组织颁发的“特别终身成就奖（Special Lifetime Achievement Award）”[1][28]。

## 纪念
2005年4月11日，希勒曼在美国费城逝世，享年85岁。
- 美国病毒学家、艾滋病病毒发现者之一的罗伯特·查尔斯·加洛说道，“如果有谁为人类的健康做出了如此大的贡献，却获得比他人少的认可，我认为是莫里斯·希勒曼。莫里斯应该被确认为历史上最成功的疫苗学家。”[31]
- 美国国家过敏和传染病研究所所长安东尼·福奇认为，希勒曼所作的贡献“不被外行公众所熟知，但如果你看看整个疫苗学领域，没有人比他更有影响力。”[1] 福奇还认为：“希勒曼是20世纪一位科学、医学和公共卫生学的巨匠，毫不夸张地说，他改变了世界。”[4][31]